# Flavarchaea
Flavarchaea là một chi nhện trong họ Malkaridae..

## Các loài
- Flavarchaea anzac Rix, 2006 – Australia (Queensland)
- Flavarchaea badja Rix, 2006 – Australia (New South Wales, Australian Capital Territory)
- Flavarchaea barmah Rix, 2006 – Australia (New South Wales, Victoria)
- Flavarchaea hickmani (Rix, 2005) – Australia (Tasmania)
- Flavarchaea humboldti Rix & Harvey, 2010 – New Caledonia
- Flavarchaea lofty Rix, 2006 – Australia (South Australia)
- Flavarchaea lulu (Rix, 2005) (type) – Australia (Tasmania)
- Flavarchaea stirlingensis Rix, 2006 – Australia (Western Australia)